# Munshi Premchand
Mushi Premchand (1880 - 1936) sinh tại làng Lamhi. Ông là một nhà văn nổi tiếng cuối thế kỷ 19 của Ấn Độ.

## Cuộc đời
Ông sinh ngày 31 tháng 8 năm 1880 trong một gia đình nghèo. Mẹ mất sớm, cha ông là một thầy giáo làng. Ông lấy vợ từ khi 15 tuổi nhưng một năm sau, cha ông qua đời nên ông đã phải bươn trải để kiếm tiền nuôi sống gia đình và tiếp tục con đường học hành. Ông lên thành phố kiếm sông và được một luật sư thuê làm gia sư. Sau đó ông làm những nghề khác như chép thuê. Không có điều kiện mua sách để đọc, ông thường đến các hiệu sách để đọc nhờ sách. Vì vậy, ông đã tiếp thu được rất nhiều tư tưởng tiến bộ của Ấn Độ và trên thế giới. Từ đó, ông dấn thân vào con đường văn thơ với quyết tâm.
Một thời gian sau, ông xin được làm giáo viên của một trường tiểu học. Từ đó, cuộc sống của ông đỡ khó khăn hơn, nhờ đó ông có thể chuyên tâm vào sáng tác văn học.
Ông là người tham gia tích cực, ủng hộ Đảng Cộng sản Ấn Độ, là người lãnh đạo một tờ báo nổi tiếng và là chủ tịch đầu tiên của Hội các nhà văn tiến bộ Ấn Độ.
Ông mất ngày 8 tháng 10 năm 1936.

## Sự nghiệp
Những tác phẩm đầu tiên ông sáng tác là dành cho lứa tuổi thiếu niên.Với tập sử thi đồ sộ Ramayana, ông đã chọn lọc những mẩu chuyện hay viết lại để giáo dục lòng tự hào dân tộc và truyền thống văn hóa. Sau đó, ông dịch một số tác phẩm của Tagor từ tiếng Bengan ra tiếng Hindi.
Năm 1907, ông viết một số truyện ngắn và các bài phê bình văn học đáng chú ý trên tạp chí Thời đại. Sau đó, tập truyện ngắn Đất nước bỏng lửa của ông ra đời, nhằm phơi bày nỗi thống khổ của nhân dân Ấn Độ trước ách thống trị tàn bạo của nhà cầm quyền thực dân Anh. Tác phẩm đã bị thu hồi và tiêu hủy, ông bị kết án và bị cảnh cáo tội xúi giục nhân dân nổi loạn.
Sau đó là các tiểu thuyết Tổ ấm tình yêu, Việc nhà với việc miêu tả cuộc sống khổ cực của nhân dân Ấn Độ.
Năm 1929, ông làm chủ tờ báo Đẹp với những bài báo được viết bằng tiếng Hindi. Những bài báo của ông đã khơi dậy lòng yêu nước avf đoàn kết thống nhất các lực lượng văn học nghệ thuật toàn quốc.
Với cảm hứng sau khi các phong trào đấu tranh của nông dân bước đầu thắng lợi, ông viết kiệt tác "Bò cái hiến tế thần Brahma". Đây là tác phẩm có giá trị nghệ thuật sâu sắc, thể hiện những tồn tại và thành kiến lâu đời về giai cấp, thủ tục lạc hậu và luật lệ hà khắc trong xã hội ngột ngạt và trì trệ của đất nước Ấn Độ những thập niên đầu của thế kỷ 20.
Prem Chand đã có công lớn trong việc làm cho ngôn ngữ Hindi đạt đến độ chuẩn mực, tạo chỗ đứng vững chắc trên các văn đàn thời đó. Ông để lại cho đời 11 tiểu thuyết, 2 vở kịch, 200 truyện ngắn và rất nhiều các bút ký, tiểu luận, các bài phê bình, tạp văn có giá trị. Ông được mệnh danh là: "Ông hoàng tiểu thuyết Hindi"